# Cultura Tisa

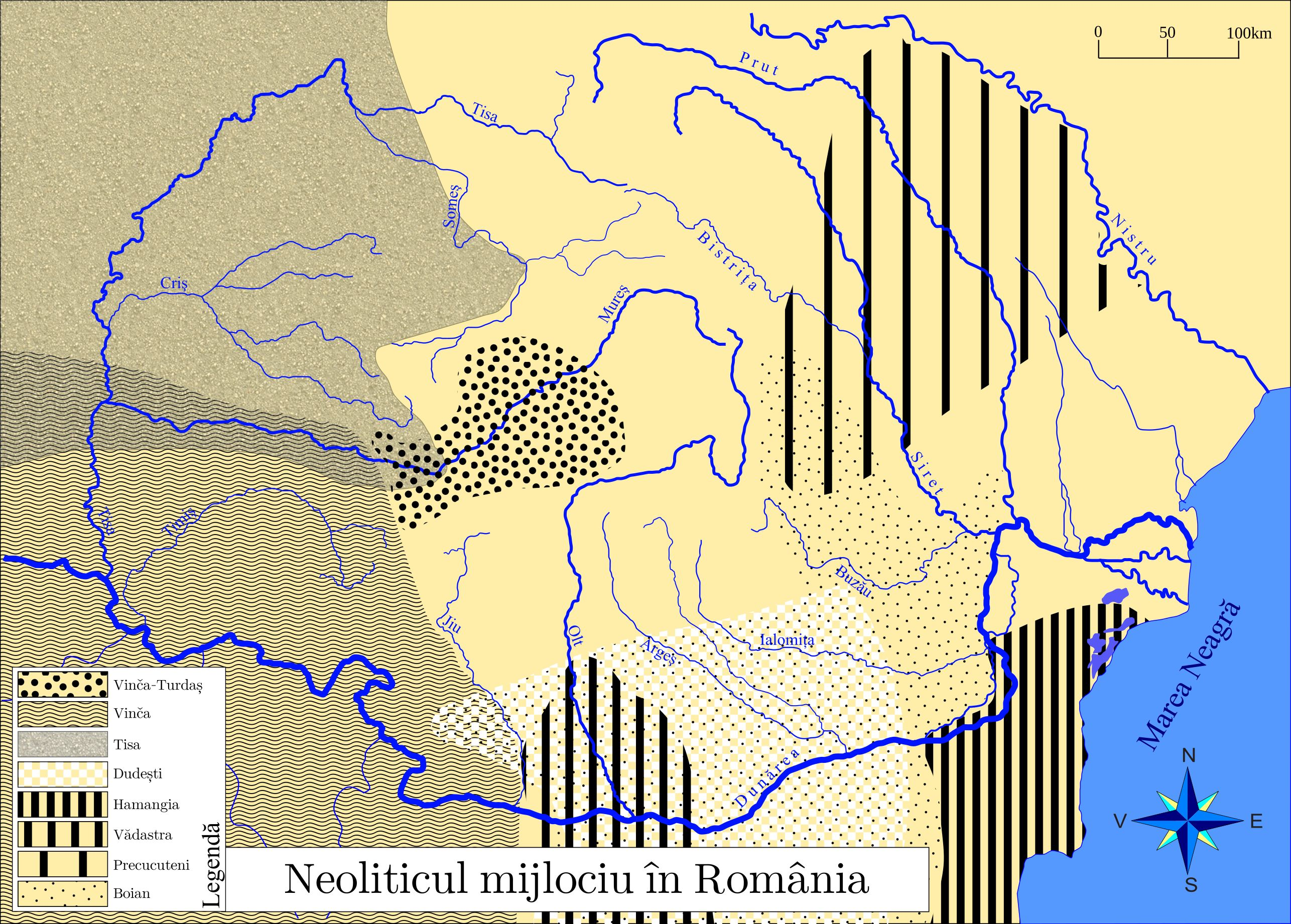
Arealul de răspândire a Culturii Tisa în România

Cultura Tisa s-a dezvoltat în bazinul mijlociu și superior al râului Tisa, iar spre rǎsǎrit s-a extins și în vestul României (Crișana și Banat). Aceastǎ culturǎ s-a dezvolatat în perioada eneoliticului timpuriu (situat între epoca de piatră și epoca de bronz). A luat naștere pe fondul grupelor culturii ceramicii liniare târzii din Câmpia Tisei, peste care s-au grefat puternice influențe vinciene.
Așezǎrile acestei culturi se gǎsesc pe grindurile din luncile inundabile ale bazinului Tisei, formând uneori coline de tip tell. Locuințele erau mai ales colibe de suprafațǎ. În funcție de mediul natural (câmpia mlǎștinoasǎ a Tisei), pescuitul juca un rol important în viața acestor comunitǎți.
Elementul caracteristic ceramicii acestei culturi îl reprezintǎ decorul incizat meandric, împletit ("stiul textil"). Apare și pictura, preluatǎ de la grupurile neoliticului târziu  ale complexului cultural din zona Munților Apuseni. Se remarcǎ și cupele cu picior-suport înalt, ca și vasele rectangulare, preluate și de alte culturi eneolitice.
Capodopera plasticii acestei culturi este un vas antropomorf, descoperit la Hodoni (nordul județului Timiș), care redǎ imaginea unui om cu mâinile duse la gurǎ, imitând strigǎtul ("Vestitorul").